# إدغار منديز
إدغار منديز (بالإسبانية: Édgar Méndez؛ مواليد 2 يناير 1990) لاعب كرة قدم إسباني يلعب جناحًا أيسر لنادي الدوري الإسباني ديبورتيفو ألافيس.

## روابط خارجية
- إدغار منديز على موقع قاعدة بيانات كرة القدم.إي يو (الإنجليزية)
- إدغار منديز على موقع Soccerbase.com (لاعب) (الإنجليزية)
- إدغار منديز على موقع Soccerway.com (الإنجليزية)
- إدغار منديز على موقع عالم كرة القدم.نت (الإنجليزية)
- إدغار منديز على موقع AS.com (الإسبانية)